# یلوه‌های کوچک
یلوه‌های کوچک (نام علمی: Laterallus) نام یک سرده از تیره یلوگان است.